# Коста дос Сантос, Мурилло Сантьяго
Мурилло Сантьяго Коста дос Сантос (порт. Murillo Santiago Costa dos Santos, более известный, как Мурилло порт. Murillo; род. 4 июля 2002, Сан-Паулу) — бразильский футболист, защитник клуба «Ноттингем Форест».

## Клубная карьера
Мурилло — воспитанник клубов «Сан-Каэтано», ЭКУС, «Сан-Бернардо», «Униан Барбаренсе» и «Коринтианс». 27 апреля 2023 года в поединке Кубка Бразилии против «Ремо» игрок дебютировал за основной состав последних. 29 апреля в матче против «Палмейраса» он дебютировал в бразильской Серии A. Вскоре стал игроком старта и привлёк внимание европейских клубов, таких как «Наполи», «Вест Хэм Юнайтед» и «Манчестер Сити».
31 августа 2023 года Мурилло перешёл в английский «Ноттингем Форест», подписав контракт на 5 лет. Как сообщалось, сумма трансфера составила 12 миллионов евро и могла вырасти до 15 миллионов за счёт бонусов. Дебютировал 1 октября в домашнем матче против «Брентфорда», выйдя в стартовом составе. Быстро стал игроком основы, отыграв в том сезоне 36 матчей. Кроме того, Мурилло был назван игроком сезона в клубе.

## Достижения
Индивидуальные
- Игрок сезона «Ноттингем Форест»: 2023/24[9]